# Balada
Balada, fullständig titel, "Balada (Tchê Tcherere Tchê Tchê)", även känd som "Balada Boa" är en låt av brasilianska sångaren Gusttavo Lima från albumet Gusttavo Lima e você, utgiven den 21 januari 2011 (utgavs i hela världen den 13 april 2012.

## Listplaceringar

### Veckolistor
| Lista (2011–2012)                       | Topplaceringar |
| --------------------------------------- | -------------- |
| Österrike (Ö3 Austria Top 40)           | 2              |
| Belgien (Ultratop 50 Flandern)          | 1              |
| Belgien (Ultratop 40 Vallonien)         | 2              |
| Brasilien (Billboard Hot 100)           | 3              |
| Brasilien (Billboard Hot Popular Songs) | 1              |
| Tjeckien (IFPI)                         | 7              |
| Finland (Suomen virallinen lista)       | 19             |
| Frankrike (SNEP)                        | 1              |
| Tyskland (Media Control AG)             | 3              |
| Honduras (Honduras Top 50)              | 1              |
| Hungary (Dance Top 40)                  | 7              |
| Italien (FIMI)                          | 1              |
| Luxemburg (Billboard)                   | 1              |
| Rumänien (Romanian Top 100)             | 4              |
| Slovakien (IFPI)                        | 13             |
| Spanien (PROMUSICAE)                    | 9              |
| Sverige (Sverigetopplistan)             | 33             |
| Schweiz (Swiss Music Charts)            | 1              |
| USA, Latin Songs (Billboard)            | 6              |
| USA, Latin Pop Songs (Billboard)        | 2              |
| Venezuela Top Latino (Record Report)    | 9              |

### Fotnoter
1. ↑  "Gusttavo Lima - Balada Austriancharts.at" (in German). Ö3 Austria Top 40. Hung Medien.
2. ↑  "Ultratop.be - Gusttavo Lima - Balada" (in Dutch). Ultratop 50. Ultratop & Hung Medien / hitparade.ch.
3. ↑  "Ultratop.be - Gusttavo Lima - Balada" (in French). Ultratop 40. Ultratop & Hung Medien / hitparade.ch.
4. ↑  ”As 5 Mais da Brasil Hot 100”. Terra Networks. 2 de setembro de 2011. Arkiverad från originalet den 26 mars 2012. https://web.archive.org/web/20120326020209/http://sonorizando.blog.terra.com.br/2011/08/02/top-5-da-billboard-brasil-hot-100-airplay/. Läst 23 de setembro de 2011.
5. ↑  "Brasil Hot Pop & Popular Songs". Billboard Brasil (Brasil: bpp) (2): 97. Novembro de 2011.
6. ↑  "ČNS IFPI" (in Czech). Hitparáda - RADIO TOP100 Oficiální. IFPI Czech Republic. Note: insert 201236 into search.
7. ↑  "Finnishcharts.com - Gusttavo Lima - Balada". Suomen virallinen lista. Hung Medien.
8. ↑  "Lescharts.com - Gusttavo Lima - Balada" (in French). Les classement single. Hung Medien.
9. ↑  ”Gusttavo Lima - Balada - Music Charts”. acharts.us. http://acharts.us/song/70079.
10. ↑  ”Top 50”. Fuzion. El Tiempo. 8 augusti 2012. Arkiverad från originalet den 1 oktober 2012. https://www.webcitation.org/6B6HGtDLO?url=http://tiempo.hn/fuzion/top-50.
11. ↑  "Archívum - Slágerlisták - MAHASZ - Magyar Hanglemezkiadók Szövetsége" (in Hungarian). Dance Top 40 lista. Magyar Hanglemezkiadók Szövetsége.
12. ↑  ”Top Digital Download - Classifica settimanale WK 23 (dal 04/06/2012 al 10/06/2012)” (på italienska). Federation of the Italian Music Industry. Arkiverad från originalet den 14 juni 2012. https://www.webcitation.org/68QH0IUnP?url=http://www.fimi.it/classifiche_digital.php. Läst 14 juni 2012.
13. ↑  ”Luxembourg Digital Songs chart search”. Luxembourg Digital Songs. Billboard.biz. Arkiverad från originalet den 13 augusti 2018. https://web.archive.org/web/20180813080734/https://www.billboard.com/biz/charts/2012-07-14/luxembourg-digital-songs. Läst 15 juli 2012.
14. ↑  ”Romanian Top 100 Official Podcast”. Kissfm.ro. http://www.kissfm.ro/podcasturi/. Läst 8 juli 2012.
15. ↑  "SNS IFPI" (in Slovak). Hitparáda - RADIO TOP100 Oficiálna. IFPI Czech Republic. Note: insert 201236 into search.
16. ↑  "Spanishcharts.com - Gusttavo Lima - Balada" Canciones Top 50. Hung Medien.
17. ↑  "Swedishcharts.com - Gusttavo Lima - Balada". Singles Top 60. Hung Medien.
18. ↑  "Gusttavo Lima - Balada swisscharts.com". Swiss Singles Chart. Hung Medien.
19. ↑  ”Hot Latin Songs chart dated October 13, 2012”. Billboard. http://www.billboard.com/#/charts/latin-songs?chartDate=2012-10-13. Läst 5 oktober 2012.
20. ↑  ”Latin Pop Songs chart dated October 13, 2012”. Billboardaccessdate=5 October 2012. http://www.billboard.com/#/charts/latin-pop-songs?chartDate=2012-10-13.
21. ↑  ”Top Latino”. Record Report. 9 juni 2012. Arkiverad från originalet den 7 juni 2012. https://www.webcitation.org/68FbBngs0?url=http://www.recordreport.com.ve/publico/?i=latino.